# كوري بوش
كوري أنيكا بوش (بالإنجليزية: Cori Bush)‏ (من مواليد 21 يوليو 1976) هي سياسية أمريكية، وممرضة معتمَدة، وراعية، وناشطة في حركة «حياة السود مهمة» تخدم كممثل الولايات المتحدة لمنطقة الكونغرس الأولى في ميزوري. تشمل المنطقة كل مدينة سانت لويس ومعظم مقاطعة سانت لويس الشمالية.
هزمت بوش كعضو في الحزب الديمقراطي، في 4 أغسطس 2020، لاسي كلاي شاغل المنصب لمدة 10 فترات في انتخابات أولية لمجلس النواب الأمريكي لعام 2020 التي اعتُبرت إلى حدٍ كبير أنها اضطراب تاريخي، حيث تقدمت إلى الانتخابات العامة في نوفمبر في منطقة نواب ديمقراطية قوية. بوش هي أول امرأة أمريكية من أصل أفريقي تخدم في مجلس النواب الأمريكي من ولاية ميزوري. شاركت سابقًا في الانتخابات التمهيدية للحزب الديمقراطي عن المنطقة في عام 2018 وانتخابات مجلس الشيوخ الأمريكي لعام 2016 في ولاية ميزوري. ظهرت في فيلم نتفليكس الوثائقي نوك داون ذا هاوس لعام 2019، والذي غطى أول تحدٍ لها أمام كلاي.

## بداياتها والتعليم
وُلدت بوش في 21 يوليو 1976 في سانت لويس وتخرجت في مدرسة الكاردينال ريتر الإعدادية الثانوية عام 1994. كان والدها، إيرول بوش، عضوًا في مجلس محلي في نورثوودز بولاية ميزوري وشغل سابقًا منصب رئيس البلدية. درست بوش في جامعة هاريس ستو ستيت لمدة عام (1995-1996) وعملت في الحضانة حتى عام 2001. حصلت على دبلوم التمريض من المدرسة اللوثرية للتمريض عام 2008 وأصبحت أيضًا راعية.

## بداية حياتها المهنية
في عام 2011، أسست بوش كنيسة سفارة المملكة الدولية في سانت لويس بولاية ميزوري. أصبحت ناشطة سياسية في اضطرابات فيرغسون 2014، وعملت خلالها كممرضة لفرز المصابيز ومنظّمة. قالت إنها تعرضت للضرب على يد ضابط شرطة. بوش هي سفيرة اللاعنف 365 مع مركز كينغ للتغيير الاجتماعي اللاعنفي.
كانت بوش مرشحةً لانتخابات مجلس الشيوخ الأمريكي لعام 2016 في ولاية ميزوري. واحتلت المرتبة الثانية بعد وزير الخارجية جيسون كاندر، في الانتخابات التمهيدية للحزب الديمقراطي. حيث خسر كاندر بفارق ضئيل في الانتخابات للجمهوري الحالي روي بلنت.

## مجلس النواب الأمريكي

### الانتخابات

#### 2018
في عام 2018، أطلقت بوش حملة أولية ضد الممثل الديمقراطي الحالي لاسي كلاي في منطقة الكونغرس الأولى بولاية ميزوري. وُصفت بأنها مرشحة «متمردة»، وقد أُقرت بوش من قبل براند نيو كونغرس وديموقراطي العدل. ظهرت حملتها في فيلم وثائقي على نتفليكس بعنوان نوك داون ذا هاوس، جنبًا إلى جنب مع أفلام ألكساندريا أوكاسيو-كورتيز وايمي فيليلا وبولا جان سويرنغين. هزم كلاي بوش بنسبة 56.7% مقابل 36.9%.

#### 2020
في عام 2020، تسابقت بوش ضد كلاي مرة أخرى. اكتسبت تأييد المنظمات التقدمية بما في ذلك العدالة الديموقراطية، وحركة شروق الشمس، ونيو كونغرس، وحصلت على موافقات شخصية من السناتور فيرمونت بيرني ساندرز، والمرشح الديمقراطي لولاية نيويورك 16 جمال بومان، وعضو مجلس شيوخ أوهايو السابقة نينا تورنر، والناشطة أنجيلا ديفيس، والمرشحة الديمقراطية لولاية فيرجينيا الغربية لعضوية مجلس الشيوخ بولا جين سويرينجين، والممثلة ميشيل فوربس. 
وهزمت بوش كلاي بفارق ضئيل في الانتخابات التمهيدية فيما كان ذلك بمثابة مفاجأة على نطاقٍ واسع. حصلت بوش على 48.5% من الأصوات، وفازت بمدينة سانت لويس وخسرت بفارق ضئيل في إحدى ضواحي مقاطعة سانت لويس. المنطقة شديدة الديمقراطية لدرجة أن فوزها التمهيدي كان بمثابة انتخابات في نوفمبر. أنهى فوزها الأساسي سيطرة عائلة كلاي على المنطقة لمدة 52 عامًا. فاز بيل، والد كلاي، بالمقعد عام 1968 وسلمه لابنه عام 2000. كانت المنطقة وسابقاتها في أيدي الديمقراطيين منذ عام 1909 باستثناء 17 شهرًا، ودون انقطاع منذ عام 1911. ولم يتلق أي جمهوري تصويت أكثر من 40% في المنطقة منذ أواخر الأربعينيات.
كما هو متوقع، فازت بوش في الانتخابات العامة بسهولة، وهزمت الجمهوري أنتوني روجرز بنسبة %78 من الأصوات.